# Place Pierre-Riboulet
La place Pierre-Riboulet est une voie de Paris, en France.

## Situation et accès
La place Pierre-Riboulet est une place du sud du 13e arrondissement de Paris, dans le nouveau quartier créé dans le cadre de la ZAC Gare de Rungis. Elle possède une forme vaguement trapézoïdale, d'environ 40 m de long dans sa plus grande longueur est-ouest et une vingtaine dans sa largeur nord-sud. Elle est longée sur son côté nord par la rue Brillat-Savarin. La rue Augustin-Mouchot débute au sud-est et la relie au boulevard Kellermann. La rue Albin-Haller débouche dans son prolongement, de l'autre côté de la rue Brillat-Savarin.
La place Pierre-Riboulet est une zone semi-piétonne, munie de plusieurs bancs.

## Origine du nom
Elle porte le nom de l'architecte Pierre Riboulet (1928-2003).

## Historique
Jusqu'au XIXe siècle, la zone de la place Pierre-Riboulet occupe un méandre de la Bièvre, près de l'actuelle poterne des Peupliers. Faiblement urbanisée, elle fait partie de la commune de Gentilly jusqu'à son annexion partielle par Paris en 1860. La zone se construit à la fin du XIXe siècle.
La gare de la Glacière-Gentilly est ouverte le 15 novembre 1882 ; il s'agit d'une gare de marchandises reliée à la ligne de Petite Ceinture. Sa partie occidentale, entre la rue de l'Amiral-Mouchez et la place de Rungis, est démolie au début des années 1990. L'activité de la gare se poursuit jusqu'en 1993. Son emplacement fait l'objet d'une opération d'aménagement urbain à partir des années 2000. L'actuelle place Pierre-Riboulet est ouverte dans les années 2010 dans la partie orientale de l'ancienne gare.
Englobée dans la ZAC Gare de Rungis, la place prend, à son ouverture, la dénomination provisoire de « place FP/13 »,. avant de prendre son nom actuel en 2012,.

## Bâtiments remarquables et lieux de mémoire
La place comporte un exemplaire de fontaine Wallace. Toutefois, à la différence de la plupart des autres fontaines qui sont peintes en vert, celle-ci possède une couleur bleue. Cette caractéristique est partagée par trois autres fontaines Wallace du 13e arrondissement, esplanade Pierre-Vidal-Naquet (jaune), avenue d'Ivry (rouge) et rue Jean-Anouilh (rose).

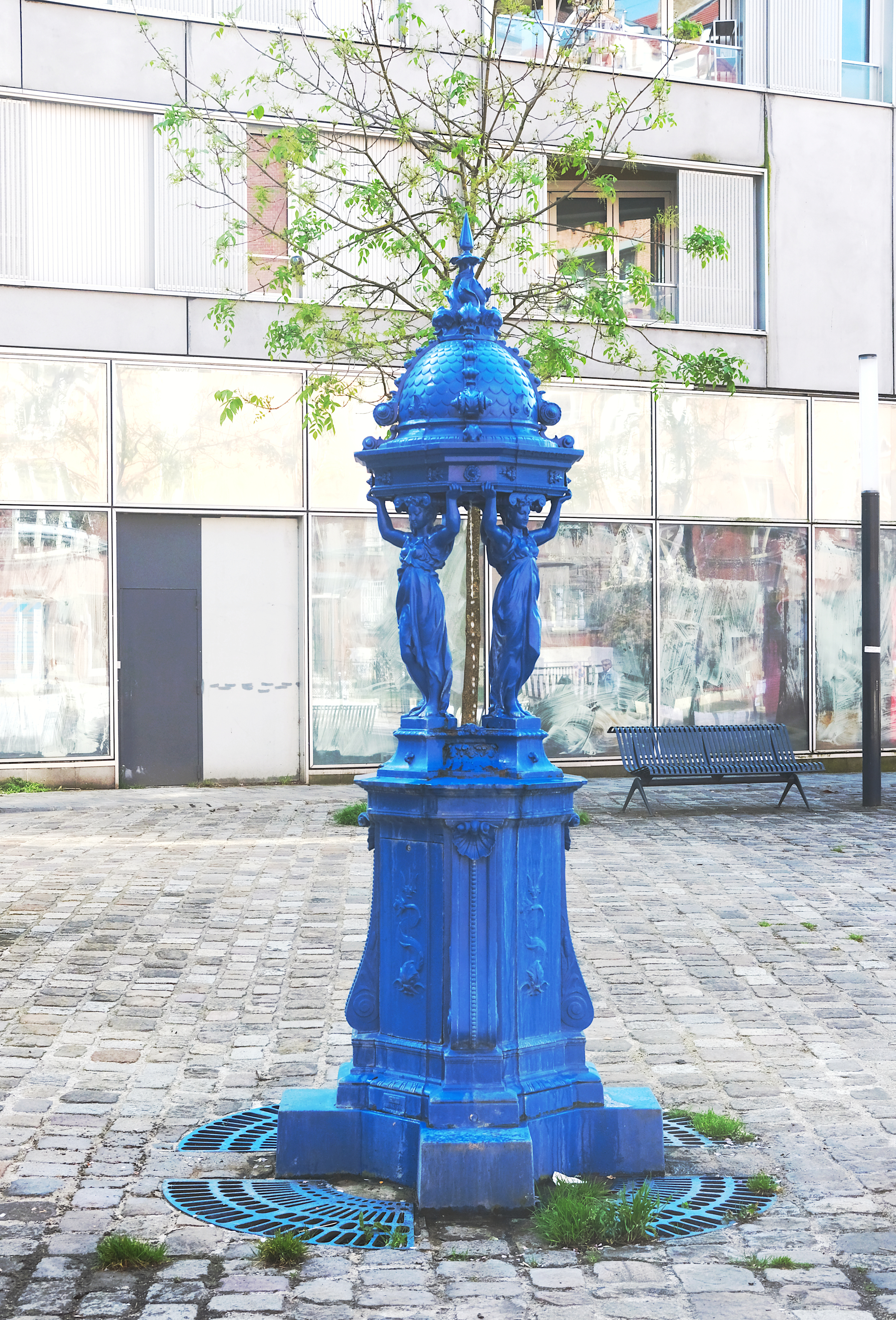
La fontaine Wallace.
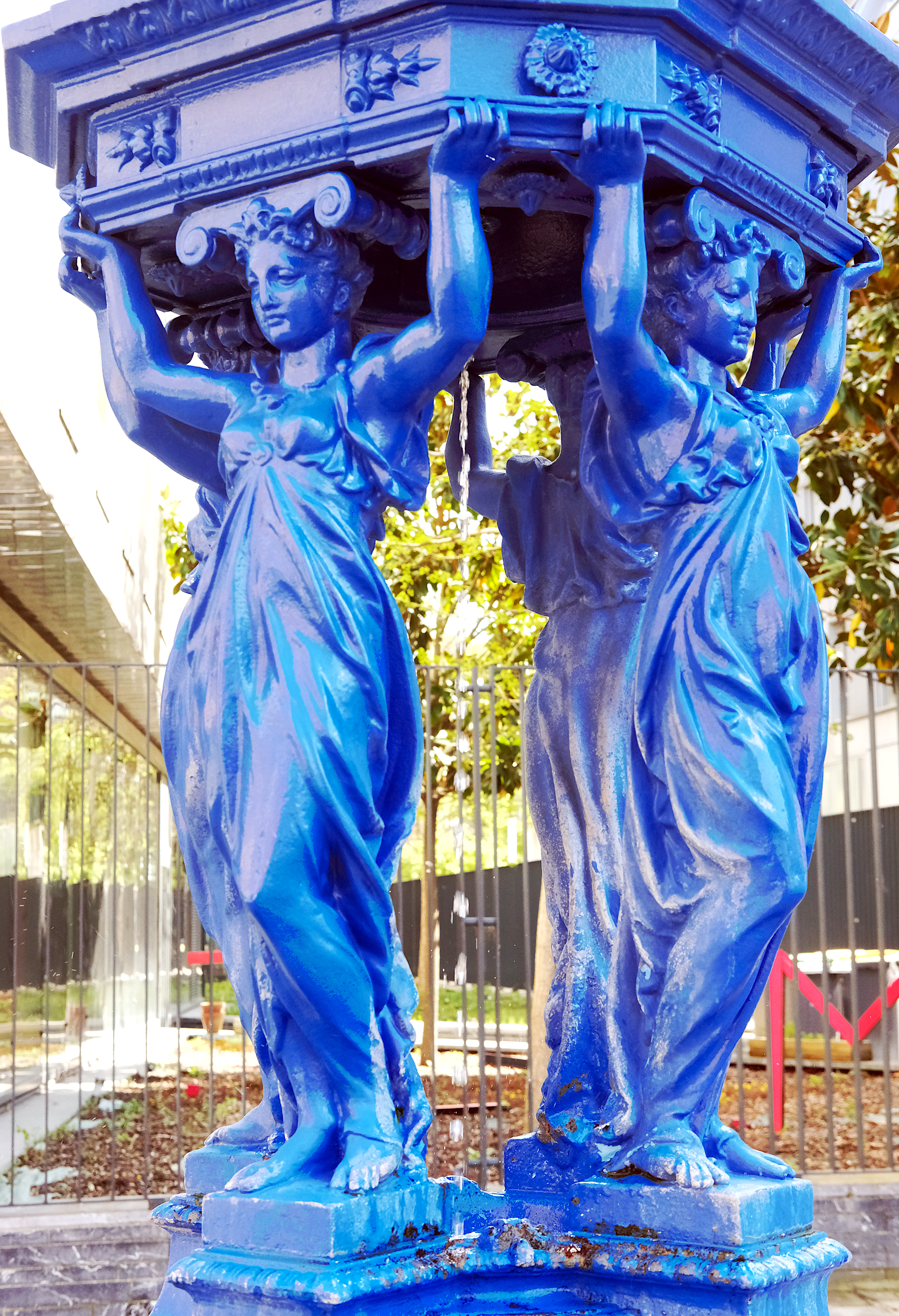
Détail.